# Сандук (ватрено оружје)
Сандук (енгл. Receiver), део ручног ватреног оружја непосредно иза барутне коморе цеви, у коме се налази лежиште затварача. Еквивалентан део артиљеријског оруђа назива се задњак цеви.

## Конструкција
Сандук се први пут појавио код пушака острагуша са чепним затварачем (Драјзе модел 1840): причвршћен за задњи крај цеви, сандук је служио као лежиште затварача, а кроз отвор на његовој горњој или десној страни сједињени меци убацивани су у барутну комору цеви. Раније пушке спредњаче нису имале овај део, пошто је задњи део цеви (барутна комора) био потпуно затворен. Сандук може бити израђен из посебног или (ређе) истог комада као цев: у првом случају спаја се са цеви навијањем, увијањем или заваривањем, чинећи опет са њом једну целину - цев у ширем смислу. Код већине пушака репетирки, испод сандука је смештен магацин са муницијом.